# Detroit Eagles 1940-1941
La stagione 1940-41 dei Detroit Eagles fu la 4ª e ultima nella NBL per la franchigia.
I Detroit Eagles arrivarono quarti nella regular season con un record di 12-12. Nei play-off persero la semifinale con gli Sheboygan Red Skins (2-1).

## Roster
| N° | Naz.                   | Ruolo | Sportivo        | Anno | Alt. | Peso |
| -- | ---------------------- | ----- | --------------- | ---- | ---- | ---- |
|    | Stati Uniti (bandiera) | C     | Ed Sadowski     | 1917 | 196  | 109  |
|    | Stati Uniti (bandiera) | G     | Buddy Jeannette | 1917 | 180  | 79   |
|    | Stati Uniti (bandiera) | GA    | Bob Calihan     | 1918 | 191  | 91   |
|    | Stati Uniti (bandiera) | GA    | Eddie Parry     | 1918 | 185  | 79   |
|    | Stati Uniti (bandiera) | GA    | Jim Brown       | 1912 | 185  | 86   |
|    | Stati Uniti (bandiera) | G     | Jack Ahearn     | 1918 | 188  | 84   |
|    | Stati Uniti (bandiera) | AC    | Rusty Saunders  | 1906 | 188  | 93   |
|    | Stati Uniti (bandiera) | C     | Al Benson       | 1914 | 198  | 100  |
|    | Stati Uniti (bandiera) | G     | Bernie Opper    | 1915 | 183  | 84   |
|    | Stati Uniti (bandiera) | G     | Page            |      |      |      |
|    | Stati Uniti (bandiera) | G     | Adam Filipczak  | 1915 | 178  | 77   |
|    | Stati Uniti (bandiera) | A     | Jack Piana      | 1918 | 188  | 86   |
|    | Stati Uniti (bandiera) | AC    | Bill Lane       | 1916 | 193  | 100  |

## Staff tecnico
- Allenatore: Dutch Dehnert